# William S. Knudsen
William Signius Knudsen (originalmente Signius Wilhelm Poul Knudsen, Copenhague, 25 de marzo de 1879-Detroit, 27 de abril de 1948) fue un danés-estadounidense que ocupó un destacado puesto en la industria automovilística estadounidense.
Knudsen emigró a Estados Unidos en 1900. Su experiencia y éxito como líder empresarial en la dirección corporativa de Ford Motor Company y más tarde de General Motors llevaron a la administración de Franklin Roosevelt a comisionarle como teniente general del ejército estadounidense para ayudar a dirigir la producción estadounidense de armamento durante la Segunda Guerra Mundial.
Knudsen nació en Copenhague, Dinamarca. Su nombre original era Signius Wilhelm Poul Knudsen. Emigró a los Estados Unidos de América en febrero de 1900 y vino a Nueva York. Knudsen fue el padre de Semon Knudsen, que también se convirtió en un destacado líder empresarial de la industria del automóvil.

## Carrera
Tras terminar sus estudios en la Escuela Municipal Farimagsgade de Copenhague, se hizo dependiente en una tienda de bicicletas al por mayor. Entre otras cosas, ayudó a construir y utilizar la primera bicicleta tándem de Copenhague. En febrero de 1900 viajó a Estados Unidos, donde los primeros años trabajó como remachador en astilleros, entre ellos uno de Nueva York. En agosto de 1902 se incorporó a la fábrica de piezas de bicicleta de John R. Keim en Buffalo, donde fue ascendido a capataz, y en 1906 se convirtió en el verdadero director de la fábrica. La empresa fue adquirida por la Ford Motor Company en 1911 debido a su experiencia en estampación de acero y utillaje. Knudsen trabajó para la Ford Motor Company de 1911 a 1921, una década en la que se produjo un increíble desarrollo de la cadena de montaje moderna y la producción en masa. El trabajo que realizó para Ford Motor Company y más tarde para General Motors convirtió a Knudsen en un experto en producción en masa y en un hábil gestor. Knudsen fue presidente de la división Chevrolet de General Motors de 1924 a 1937, y fue director de General Motors de 1937 a 1940.
Cuando, en mayo de 1940, el presidente Roosevelt se preparaba para la entrada de los Estados Unidos en la Segunda Guerra Mundial, llamó a William S. Knudsen a Washington y le pidió que se uniera a la Comisión de Defensa de los Estados Unidos, y en enero de 1941 se convirtió en jefe de la recién creada Oficina de Gestión de la Producción. En enero de 1942, Knudsen fue nombrado teniente general del Ejército de los EE. UU., el único civil designado directamente para un rango militar tan alto. Trabajó como consultor y solucionador de problemas para el Departamento de Guerra. Renunció a su alto cargo en GM y trabajó por un salario anual simbólico de un dólar hasta 1945 en la gran tarea: La organización de toda la producción de municiones para EEUU y sus aliados. Knudsen sirvió en el ejército hasta junio de 1945.

## Honores
Knudsen recibió la Medalla por Servicio Distinguido en 1944 y nuevamente en 1945. También fue nombrado Caballero de la Gran Cruz de la Orden de Dannebrog por el rey Christian X.

## Literatura
- Hounshell, David A. (1984), From the American System to Mass Production, 1800-1932: The Development of Manufacturing Technology in the United States, Baltimore, Maryland: Johns Hopkins University Press, ISBN 978-0-8018-2975-8.
- Sønnichsen, Ole: One Dollar Man. Historien om danskeren, der ændrede Anden Verdenskrig (Storyhouse, 2019)
- Lund, Martin: Big Bill. En biografi om danskeren William S. Knudsen – produktionsgeniet, der satte de allierede i stand til at vinde Anden Verdenskrig (Haase Forlag 2019)
- Rude, Hans: William S. Knudsen (Ungdommens Forlag, København 1945)
- Beasley, Norman. Knudsen: a Biography (New York: Whittlesey House, 1947)
- Knudsen, William S. (Current Biography, 1940:464-466)
- Knudsen, William Signius (American National Biography, 12:843-844)
- William Signius Knudsen (Encyclopedia of American Business History and Biography: The Automobile Industry, 1920-1980. Pages 265-283)